# Сражение при Ишасеге
Сражение при Ишасеге (венг. Isaszegi csata) — самое крупное сражение Войны за независимость Венгрии, в ходе которого венгерская революционная армия Гёргея нанесла поражение австрийскому императорскому войску Виндишгреца 6 апреля 1849 года. 

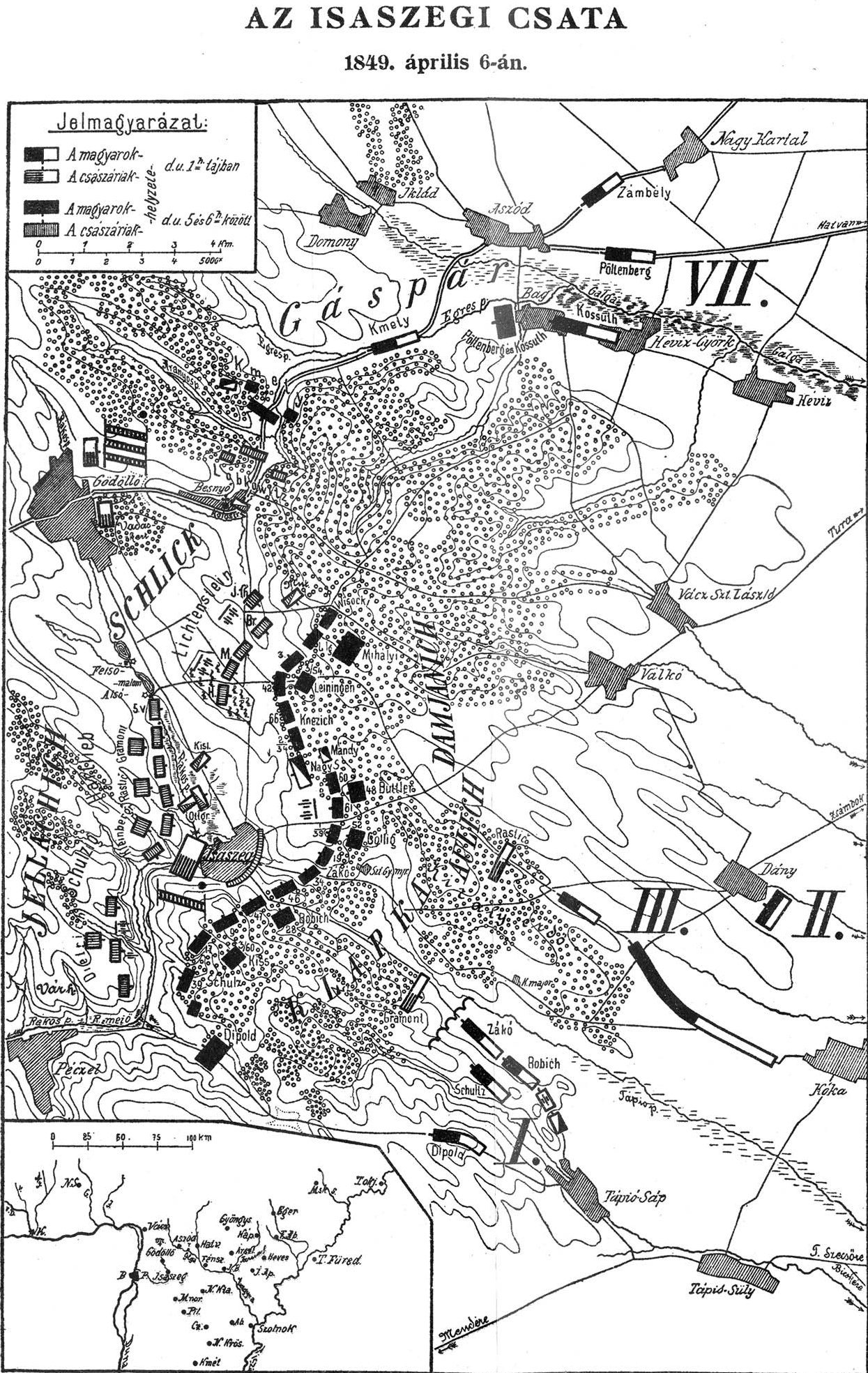
Карта сражения

Венгерская армия располагалась на линии фронта протяженностью 22 километра и примерно такой же глубины. Такое распределение позволяло в случае необходимости развертывать около двух третей армии в любой точке опасности. Армия Виндишгреца занимала линию фронта протяженностью 54 км и шириной около 30 км. Это означало, что имперско-королевская армия не могла быть сосредоточена за один день в случае атаки.
Сражение  началось в 13 часов 6 апреля и продолжалось почти до 8 часов вечера; шло почти семь часов. Бой венгерских 1-го и 3-го корпусов за овладение Кёнигвальдом (королевский лес) начался в 14 часов дня. Атакующим венграм было нелегко пересечь заболоченный ручей Ракош, холмы перед которым достигали высоты от 30 до 50 метров. Когда они пересекли Ракош, Елачич развернул несколько батальонов со своей основной позиции, которым удалось отбросить соединения Клапки. Венгерская пехота понесла тяжелые потери, обстреливаемая через ручей австрийской артиллерией. 3-й корпус Дамьянича, несмотря на тяжелое положение, остановил и отразил врага в четырех последовательных волнах контратак. 
Несмотря на двухчасовой артиллерийский огонь австрийцев и просьбы командиров венгерских бригад центра поддержать их, 7-й корпус Гаспара, действовавший на северном крыле, строго соблюдал прежний приказ Гёргея не атаковать, а только сковывать австрийцев Шлика.
Появление на поле боя со своими войсками Аулича и командующего армией Гёргея дало время пехоте Клапки перегруппироваться для атаки и возобновить бои на левом фланге 3-го корпуса. Его войска сначала дрогнули под огнем противника, но мощная поддержка 2-го корпуса, прорвавшегося через Дани и Жамбок, принесла решающий успех.
Виндишгрец прибыл на поле боя около 15:00 и, осознав опасность окружения своих войск, решил прекратить сражение. Чтобы прикрыть отступающую пехоту, он бросил в атаку большую часть своей кавалерии. Батареи Аулича, развернутые для поддержки 3-го корпуса, сорвали эту контратаку. Однако двенадцати свежим эскадронам кирасиров удалось перейти вброд ручей Ракош и вместе с 14 эскадронами гусар отбросить венгерскую кавалерийскую бригаду.
В итоге исход сражения решился победой левого фланга венгерского центра. Атаки Клапки, а затем и Аулича вытеснили имперскую пехоту из королевского леса, а затем из Ишасега; последнее было сожжено. Елачич покинул свои позиции около 20:00 и отступил в сторону Гёдёллё. 
Упорные бои между частями Дамьянича и Шлика продолжались до 8 часов вечера, пока Виндишгрец, запоздало проинформированный об отходе корпуса Елачича, также приказал и Шлику отвести свой корпус через Гёдёллё. Венгерские потери составили 1200 человек, австрийцы потеряли 2000 человек.
Венгры одержали решающую победу и на следующий день смогли занять Гёдёллё. Ишасег стал поворотным моментом в войне. 7 апреля деморализованная австрийская армия отступила за Дунай, Пешт был освобожден. До июня австрийцы находились в стратегической обороне и были вынуждены отступить на запад, к Ваагу. 14 апреля в Дебрецене Лайош Кошут провозгласил Венгрию независимой.